# ChemCar
ChemCar ist ein seit 2006 jährlich stattfindender in Deutschland ausgetragener Wettbewerb, bei welchem Studenten aus den Bereichen der Verfahrenstechnik und der Chemie mit selbst entwickelten, reaktions-betriebenen Fahrzeugen gegeneinander antreten. Ziel dieses Rennens ist die möglichst präzise Auslegung des Reaktionssystems, sodass das ChemCar eine festgelegte Strecke mit einer Zuladung möglichst genau zurücklegen kann. Der ChemCar-Wettbewerb wird durch die kreativen jungen Verfahrensingenieure (kjVI), die VDI-Gesellschaft Verfahrenstechnik und Chemieingenieurwesen (VDI-GVC) und die DECHEMA organisiert.

## Geschichtliche Entwicklung
Der erste deutsche ChemCar-Wettbewerb wurde am 27. September 2006 zu den GVC/DECHEMA-Jahrestagungen in Wiesbaden durchgeführt. Das erste in einem ChemCar-Wettbewerb gestartete Fahrzeug stammte von der Technischen Universität Dresden (Team Conficon DD), während der Sieger des ersten ChemCar-Wettbewerbs das Team Playmobil der Technischen Universität Clausthal war.
Die nachfolgende Tabelle gibt einen Überblick zu den bis 2023 stattgefundenen ChemCar-Wettbewerben:[veraltet]
| Jahr | Veranstaltung                                                    | Ort          | Teamanzahl | Zielweite [m] | Zuladung |
| ---- | ---------------------------------------------------------------- | ------------ | ---------- | ------------- | -------- |
| 2006 | GVC/DECHEMA-Jahrestagungen                                       | Wiesbaden    | 8          | 28,80         | 500 g    |
| 2007 | ProcessNet Jahrestagung                                          | Aachen       | 9          | 12,00         | 500 g    |
| 2008 | ProcessNet Jahrestagung                                          | Karlsruhe    | 6          | 15,50         | 300 g    |
| 2009 | ProcessNet Jahrestagung                                          | Mannheim     | 7          | 11,00         | 200 g    |
| 2010 | ProcessNet Jahrestagung                                          | Aachen       | 7          | 16,50         | 30 %     |
| 2011 | ECCE                                                             | Berlin       | 10         | 17,00         | 30 %     |
| 2012 | ProcessNet Jahrestagung                                          | Karlsruhe    | 7          | 18,50         | 30 %     |
| 2013 | PAAT                                                             | Bruchsal     | 9          | 9,00          | 30 %     |
| 2014 | ProcessNet Jahrestagung                                          | Aachen       | 9          | 12,00         | 20 %     |
| 2015 | Jahrestreffen der Fachgemeinschaft Fluiddynamik und Trenntechnik | Bamberg      | 8          | 8,50          | 15 %     |
| 2016 | ProcessNet Jahrestagung                                          | Aachen       | 7          | 15,00         | 30 %     |
| 2017 | PAAT                                                             | Würzburg     | 9          | 16,50         | 10 %     |
| 2018 | ProcessNet Jahrestagung                                          | Aachen       | 7          | 14,50         | 30 %     |
| 2019 | PAAT                                                             | Dortmund     | 4          | 9,00          | 0 %      |
| 2020 | PAAT                                                             | Webkonferenz | 5          | 9,50          | 10 %     |
| 2021 | ECCE                                                             | Webkonferenz | 7          | 11,50         | 10 %     |
| 2022 | (Bio)Process Engineering - a Key to Sustainable Development      | Aachen       | 5          | 10,00         | 25 %     |
| 2023 | ECCE                                                             | Berlin       | 4          | 12,50         | 0 %      |

### Platzierungen
| Jahr | 1. Platz                                                   | 2. Platz                                             | 3. Platz                                               | 4. Platz                                                     | 5. Platz                                                                      | 6. Platz                                                       | 7. Platz                                         | 8. Platz                                       | 9. Platz                                                             | 10. Platz                                    |
| ---- | ---------------------------------------------------------- | ---------------------------------------------------- | ------------------------------------------------------ | ------------------------------------------------------------ | ----------------------------------------------------------------------------- | -------------------------------------------------------------- | ------------------------------------------------ | ---------------------------------------------- | -------------------------------------------------------------------- | -------------------------------------------- |
| 2006 | Technische Universität Clausthal Playmobil                 | RWTH Aachen Run with the Hydrogen                    | Technische Universität Darmstadt Espada                | Technische Universität Dresden Conficon DD                   | Technische Universität Dortmund Die Oxidamigos                                | Technische Universität Graz EnzyMoto-Racing                    | Technische Universität Graz HTU                  | Technische Universität Clausthal EROS          | –                                                                    | –                                            |
| 2007 | Technische Universität Clausthal TUCtuc                    | Technische Universität Berlin CarTalase              | Technische Universität Chemnitz My Beck                | Technische Universität Graz Lions                            | Julius-Maximilians-Universität Würzburg CARMA                                 | Technische Universität Graz H.A.T.                             | Otto-von-Guericke-Universität Magdeburg Magdecar | RWTH Aachen TeamEsterRacer                     | Friedrich-Alexander-Universität Erlangen-Nürnberg Die Porigen        | –                                            |
| 2008 | Technische Universität Clausthal Roadrunner                | Technische Universität Chemnitz MyBeck 2             | Technische Universität Berlin CurrentCarBerlin         | Technische Universität Graz Spirit of Sugar                  | RWTH Aachen Team Greenhound                                                   | Otto-von-Guericke-Universität Magdeburg Tamachrito             | –                                                | –                                              | –                                                                    | –                                            |
| 2009 | Technische Universität Dortmund TDI-Dortmund               | Technische Universität Berlin AuTu                   | RWTH Aachen sPRINTEr                                   | Technische Hochschule Karlsruhe Der Apokalyptische Schreiter | Fachhochschule Köln Peroximator; Technische Universität Clausthal Grüne Welle | siehe 5. Platz                                                 | Technische Universität Warschau WUT Steam Car    | –                                              | –                                                                    | –                                            |
| 2010 | Technische Universität Clausthal Luzifer                   | RWTH Aachen A-Team                                   | Technische Universität Dresden Team R&R Tech           | Technische Universität Dortmund BCI Wheel                    | Fachhochschule Köln Zinkoximator                                              | Technische Universität Dresden CA1 Team                        | Technische Universität Berlin Franciscar         | –                                              | –                                                                    | –                                            |
| 2011 | Technische Universität Dortmund Tu-Dosorber                | Universität Bremen HB-CC-11                          | Sepuluh Nopember Institute of Technology spe-K-tronics | Amirkabir-Universität für Technologie Biopolytech            | Fachhochschule Münster Flashy-Frank                                           | Technische Universität Berlin HTuO                             | RWTH Aachen HNP-Car                              | Technische Universität Dresden Bridge Rider    | Hochschule Bremen KingCar                                            | Technische Universität Clausthal Chembulance |
| 2012 | Technische Universität Dresden Bridge Rider                | Technische Universität Clausthal DRuF                | Technische Universität Dortmund Dampfmaschine 2.0      | Technische Universität Berlin TuPAC                          | FH Münster CarO                                                               | RWTH Aachen Skydriver                                          | Technische Universität Graz Dilletantomobil      | –                                              | –                                                                    | –                                            |
| 2013 | Universität Bremen BremChem                                | Technische Universität Clausthal TUC-Mobil           | Technische Universität Berlin PemCar                   | Technische Universität Łódź Oktan                            | Technische Universität Dortmund Schaumschläger                                | RWTH Aachen CampusBahn                                         | FH Köln ColognePistons                           | Technische Universität Braunschweig BluB       | Karlsruher Institut für Technologie TripleM                          | –                                            |
| 2014 | RWTH Aachen HydRotor                                       | FH Münster Jordan Racing                             | Technische Hochschule Köln Cologne Pistions            | Technische Universität Dortmund Nitinol Bolide               | Karlsruher Institut für Technologie ReeKIT                                    | Technische Universität Clausthal c³                            | Technische Universität Łódź Oktan                | Technische Universität Braunschweig MFC Lion   | –                                                                    | –                                            |
| 2015 | RWTH Aachen Aixtreme Veloci-Team                           | FH Münster Chemical Scuderia                         | Karlsruher Institut für Technologie Rollmops           | Technische Universität Łódź Oktan                            | Technische Universität Dortmund Cool Runnings                                 | Hochschule für Angewandte Wissenschaften Hamburg Black Lead    | Technische Universität Braunschweig MFC Lion 2.0 | Technische Universität Clausthal TUClorean     | –                                                                    | –                                            |
| 2016 | Technische Universität Clausthal Die Alunauten             | Technische Universität Łódź Oktan                    | RWTH Aachen Rwthari                                    | Universität Bremen BREMgO2016                                | Technische Universität Dortmund Seebecks Bieraten                             | Hochschule für Angewandte Wissenschaften Hamburg Rolling Stone | DHBW Mannheim Team Lions                         | –                                              | –                                                                    | –                                            |
| 2017 | DHBW Mannheim Zero                                         | Islamic Azad University, Najafabad Branch REXON      | RWTH Aachen caRWTH                                     | Technische Universität Berlin Chem-e-leon                    | Universidad de Ingeniería y Tecnología Lima Antawa Peru                       | Technische Universität Łódź Oktan                              | Technische Universität Dortmund Schrumpfschlumpf | Technische Universität Clausthal Phoenix17.Zip | Hochschule für Angewandte Wissenschaften Hamburg Die ChemCardashians | –                                            |
| 2018 | Universität Ulm Team UUlm                                  | DHBW Mannheim LoChemotive                            | Technische Universität Dortmund Alte Rostlaube         | Technische Universität Łódź Oktan                            | RWTH Aachen NichtNurTheoretiCAR                                               | Hochschule für Angewandte Wissenschaften Hamburg Turbine HAW   | State University of Semarang SMARTTRONS          | –                                              | –                                                                    | –                                            |
| 2019 | Technische Universität Dortmund CrystALizAIR               | Technische Universität Berlin Bär-OH                 | RWTH Aachen ExzentriCar                                | Amirkabir-Universität für Technologie Amirkabir              | –                                                                             | –                                                              | –                                                | –                                              | –                                                                    | –                                            |
| 2020 | Technische Universität Kaiserslautern Die Salzigen TUKCars | RWTH Aachen Steamtruck                               | Institut Teknologi Nasional Bandung Veloxymic          | Technische Universität Dortmund Elektrousine                 | Otto-von-Guericke Universität Magdeburg Otto on Wheels                        | –                                                              | –                                                | –                                              | –                                                                    | –                                            |
| 2021 | RWTH Aachen Spring O2'clock                                | Sepuluh Nopember Institute of Technology Spektronics | Technische Universität Dortmund pHantastic CAR         | Universität Ulm Spatzenhirn                                  | Amirkabir-Universität für Technologie Amirkabir                               | State University of Semarang Smarttrons v. delta               | Institut Teknologi Nasional Bandung Veloxymic    | –                                              | –                                                                    | –                                            |
| 2022 | Sepuluh Nopember Institute of Technology Spectronics       | Technische Universität Berlin LAMA                   | RWTH Aachen CARmpagner                                 | Technische Universität Dortmund Silver Arrow                 | Yogyakarta State University Superheat-Team                                    |                                                                |                                                  |                                                |                                                                      |                                              |
| 2023 | Technische Universität Berlin Ronny V5                     | Gadjah-Mada-Universität Reactics                     | Technische Universität Dortmund DOppertunity           | RWTH Aachen HyFuel AC                                        |                                                                               |                                                                |                                                  |                                                |                                                                      |                                              |

## Rangliste
| Platzierung | Einrichtung | 1. Platz | 2. Platz | 3. Platz | Gesamt |
| ----------- | --- | -------- | -------- | -------- | ------ |
| 1.          | Technische Universität Clausthal | 5        | 2        | 0        | 7      |
| 2.          | RWTH Aachen | 3        | 3        | 5        | 11     |
| 3.          | Technische Universität Dortmund | 3        | 0        | 4        | 7      |
| 4.          | Technische Universität Berlin | 1        | 4        | 2        | 7      |
| 5.          | Sepuluh Nopember Institute of Technology                                                                                            | 1        | 1        | 1        | 3      |
| 6.          | Universität Bremen DHBW Mannheim | 1        | 1        | 0        | 2      |
| 8.          | Technische Universität Dresden | 1        | 0        | 1        | 2      |
| 9.          | Universität Ulm Technische Universität Kaiserslautern                                                                               | 1        | 0        | 0        | 1      |
| 11.         | FH Münster | 0        | 2        | 0        | 2      |
| 12.         | Technische Universität Chemnitz | 0        | 1        | 1        | 2      |
| 13.         | Islamic Azad University, Najafabad Branch Technische Universität Łódź Gadjah-Mada-Universität                                       | 0        | 1        | 0        | 1      |
| 16.         | Technische Universität Darmstadt Technische Hochschule Köln Karlsruher Institut für Technologie Institut Teknologi Nasional Bandung | 0        | 0        | 1        | 1      |

## Regelwerk
Seit seiner Einführung wird das Reglement des ChemCar-Wettbewerbes jährlich erweitert oder korrigiert. Die jeweils aktuelle Version ist auf der Chemcar Website zu finden.

### Dotierung
Der 1. Platz im ChemCar-Wettbewerb ist mit einem Preisgeld von 2000,00 € und dem ChemCar-Pokal dotiert, während der Preis für den 2. Platz 1000,00 € und für den 3. Platz 500,00 € beträgt.

#### Teilnahmeberechtigung
Für den ChemCar-Wettbewerb sind Studenten aus allen Studienrichtungen ohne akademischen Abschluss zugelassen. Jedes Team hat einen Teamleiter zu wählen und sollte einen Betreuer mit einem akademischen Abschluss aus dem Bereich der Verfahrenstechnik, des Maschinenbaus, der Chemie oder dergleichen haben.

#### Fahrzeugkriterien
Die Energiequelle für den Fahrzeugantrieb darf nur eine chemische Reaktion sein. Die Verwendung kommerziell erhältlicher Batterien für den Fahrzeugantrieb ist untersagt. Es dürfen keine Vorrichtungen verwendet werden, die es ermöglichen, das Fahrzeug fernzusteuern. Das Fahrzeug muss bestimmten Größen- und Gewichtslimitierungen entsprechen und so ausgelegt sein, dass ein Zusatzgewicht von bis zu 30 % von seiner Leerlast transportiert werden kann.
Konzeptphase
In der ersten Phase erarbeiten die studentischen Teams ein Konzept zum Aufbau und Betrieb ihres Fahrzeugs. Die eingereichten Konzepte werden dann hinsichtlich der Erfüllung der genannten Anforderungen und der Originalität bewertet und die besten 9 für den eigentlichen Wettbewerb ausgewählt. Die zugelassenen Teams müssen dann ein ausführliches Sicherheitskonzept erstellen, in dem sie die vom Fahrzeug ausgehenden Gefahren beschreiben und bewerten.

#### Wettbewerb
Der eigentliche Wettbewerb gliedert sich in zwei Teile. Der erste Teil beinhaltet eine Posterpräsentation, bei welcher die jeweiligen Fahrzeuge und ihr Antrieb einer Jury aus Industrievertretern vorgestellt werden. Erst im Anschluss findet das eigentliche Rennen statt, bei welchem unmittelbar vor Beginn die zurückzulegende Fahrstrecke und das Zuladungsgewicht bekannt gegeben werden. Zusätzlich findet eine ausführliche Sicherheitsbeurteilung statt, die ebenfalls in die Wertung eingeht. Für die Teilnahme am Rennen ist das erfolgreiche Absolvieren dieser Sicherheitsbeurteilung zwingend erforderlich. Das endgültige Ranking setzt sich zusammen aus der Bewertung der Posterpräsentation, der Sicherheitsbewertung sowie der Platzierung beim Rennen.